# 無綫電視兒童節目
無綫電視兒童及青少年節目，乃指香港無綫電視翡翠台於每日下午播出的自製兒童電視節目，節目內容主要是介紹生活常識、遊戲、兒童玩意等，自2021年8月16日起，改以《Hands Up》作為兒童節目品牌。

## 特色
- 電視台兒童節目始於1968年逢星期日播映的《兒童樂園》（Children's Garden），其後曾出現1974年的《齊齊玩》，開始定於星期一至五播映。
- 電視台的固定時間兒童節目，是由1976年《跳飛機》開始，此節目即大約於下午 4:30 至 6:00 播出，故此時段又有「兒童節目時間」之稱。
- 節目名稱均是取自當時最熱門、最流行的事物。如《跳飛機》播出時香港兒童最愛玩的同名遊戲跳飛機；《430穿梭機》播出時美國的穿梭機剛剛升空；《閃電傳真機》播出時傳真機剛剛流行；《至NET小人類》播出時互聯網開始流行；《放學ICU》播出時ICQ開始流行等。
- 主持多由剛出道的演員擔任，亦因此培育了不少出色藝人，如周星馳、梁朝偉（《430穿梭機》）；鄭伊健、鄧健泓（《閃電傳真機》）等。
- 以往為遷就就讀下午校的學生，節目會於播出後翌日早上重播，但隨香港小學教育轉為全日制，電視台於2004年起改以《香港直播》、《交易現場》等節目取代兒童節目的重播時間。
- 自1992年起，電視台會舉行「TVB兒童節」作為暑期兒童節目推廣活動，亦會於8月最後一個周末舉行《兒歌金曲頒獎典禮》，惟自2012年起，電視台改以「Amazing Summer」取代，另於2018年起配合社交互動平台Big Big Channel以《Think Big天地》的「夏日大想」環節作為針對兒童的暑期節目推廣品牌。

## 歷年無綫兒童節目
- 1968年2月18日翡翠台：兒童樂園（Children's Garden）（歷任主持：丁茜、趙心妍、陳鳳蓮等）
- 196_年__月__日明珠台：兒童樂園（Children's Wonderland）（主持：夏思達）
- 196_年__月__日翡翠台：兒童舞蹈（主持：毛妹）
- 1970年__月__日翡翠台：兒童天才表演
- 1971年4月4日翡翠台：兒童節唱遊（主持：陳鳳蓮、陳非龍）
- 1974年__月__日翡翠台：齊齊玩（歷任主持：蔡麗貞、莊文清、温燦華、葛劍青等）
- 1974年__月__日明珠台：齊齊玩
- 1976年9月2日翡翠台：跳飛機（歷任主持：黃汝燊、嚴秋華、王愛明、黃造時等）
- 1976年9月5日翡翠台：開心地（主持：陳復生、錢唯一）（編導：曾勵珍）
- 1980年__月__日明珠台：回力棒（歷任主持：狄素珊、林子祥、賈思樂、戴莉高等）
- 1980年6月2日翡翠台：跳飛機與你（主持：李青山）
- 1981年__月__日明珠台：螢火蟲（主持：張晉榮、露雲娜）
- 1982年2月1日翡翠台：430穿機（主持：譚玉瑛、張國強、黎芷珊等）
- 1983年12月__日翡翠台：黑白殭屍
- 1989年4月2日翡翠台：兒歌兒歌
- 1989年9月11日翡翠台：閃電傳真機
- 1992年8月30日翡翠台：兒歌金曲頒獎典禮
- 1992年8月__日翡翠台：親親大腳板
- 1993年7月__日翡翠台：親子也瘋狂（主持：鄧梓峰、楊羚）
- 1994年1月__日翡翠台：兒歌新天地至1996年7月__日
- 1996年7月__日翡翠台：完全智力遊戲
- 1996年8月25日翡翠台：聰明伶俐主人翁
- 1997年2月1日翡翠台：兒歌金榜
- 1997年__月__日翡翠台：開心上學記事簿
- 1999年__月__日翡翠台：咕啦咕啦超級樂園
- 1999年__月__日翡翠台：開心上學記事簿II
- 2000年1月3日翡翠台：至NET小人類
- 2001年8月__日翡翠台：72行小人類
- 2001年12月16日翡翠台：週日小人類
- 2003年1月18日翡翠台：開心小跳豆至2004年10月23日
- 2003年11月__日翡翠台：恒生精靈智多kid
- 2004年6月20日翡翠台：天才智叻星
- 2004年10月23日翡翠台：DaDa DeDe精靈樂園
- 2004年11月21日翡翠台：DaDa DeDe小名廚至2006年1月29日
- 2005年1月3日翡翠台：放學ICU
- 2006年2月5日翡翠台：DaDa DeDe識多D
- 2006年10月1日翡翠台：追趕跑跳大中華
- 2008年2月3日翡翠台：至激校園
- 2008年2月23日翡翠台：問問Master Joe
- 2015年1月12日翡翠台：Think Big 天地（主持：余德丞、林希靈、黃愷怡、黃碧蓮、李雯希、阮浩棕、鍾君揚、單文柔、馬俊傑、鍾晴、何依婷、 伍樂怡、邱晴、鄧家禮、曾展望、徐文浩、王虹茵、黃芷欣、梁敏巧、吳佩隆、陳嘉慧）
- 2015年1月17日翡翠台：Think Big 大明星（主持：余德丞、林希靈、黃愷怡、黃碧蓮、李雯希、阮浩棕）
- 2015年10月24日翡翠台：Think Big 遊學團（主持：余德丞、林希靈、黃愷怡、黃碧蓮、李雯希、阮浩棕、鍾君揚、單文柔、馬俊傑、鍾晴）
- 2017年7月1日翡翠台：Big Big小明星（主持：黃碧蓮、鍾君揚、單文柔、馬俊傑、鍾晴、何依婷、 伍樂怡、鄧家禮、王虹茵）
- 2021年8月16日翡翠台：Hands Up（主持：伍文生、關宛珊、吳佩隆、倪嘉雯、陳煦凝、潘靜文、呂靜文、黃浩霆）